# Proctacanthus micans
Proctacanthus micans là một loài ruồi trong họ Asilidae. Proctacanthus micans được Schiner miêu tả năm 1867. Loài này phân bố ở vùng Tân Bắc giới.